# 藤尾潔 (政治家)
藤尾 潔（ふじお　きよし、1971年10月5日 -  ）は、
日本の政治家。兵庫県加東市議会議員。

## 来歴
白陵高等学校卒業、関西学院大学文学部中退後、園田競馬場厩務員、派遣社員などを経て、2003年に兵庫県社町議会議員に当選。2006年に社町が滝野町、東条町と合併し加東市になったことに伴い加東市議会議員となる。以後連続５期当選（在任特例期間を含む）。2016年11月から2018年10月まで第7代加東市議会議長を務めた。
議員在任中2010年に関西学院大学大学院経済学研究科博士課程前期課程修了(経済学修士)、2021年関西学院大学専門職大学院経営戦略研究科修了。2022年４月の加東市長選挙に立候補したが、元副市長の岩根正に敗れ落選。10月から再び加東市議会議員を務めている。